# Vereenigd Sint-Nicolaas- en Rikvisscherswaterschap
Het Vereenigd Sint-Nicolaas- en Rikvisschers-waterschap was een klein waterschap tussen de Eem en het dorp Bunschoten in de Nederlandse provincie Utrecht. Het waterschap is waarschijnlijk in de 18e eeuw opgericht als een combinatie van twee aparte kleine waterschappen. Het werd in 1929 opgeheven.